# Hrátky s Ralphem
Hrátky s Ralphem (v anglickém originále This Little Wiggy) jsou 18. díl 9. řady (celkem 196.) amerického animovaného seriálu Simpsonovi. Scénář napsal Dan Greaney a díl režíroval Neil Affleck. V USA měl premiéru dne 22. března 1998 na stanici Fox Broadcasting Company a v Česku byl poprvé vysílán 22. února 2000 na stanici ČT1.

## Děj
Ve vědeckém muzeu, které Simpsonovi navštíví, Bart narazí na Ralpha Wigguma, kterého Kearney, Jimbo, Nelson a Dolph právě strkají do obřího ucha. Když Ralpha osvobodí zaměstnanec muzea, přicházejí za ním Marge a jeho otec náčelník Wiggum. Marge si všimne, že Ralph má bujnou fantazii, a dozvídá se, že nemá žádné kamarády, se kterými by si mohl hrát. Proto mu domluví schůzku, aby mohl trávit čas s Bartem. Ten se bojí, že když ho někdo uvidí s Ralphem, poškodí to jeho pověst. 
Během schůzky se Bart a Ralph dostanou do skříně Ralphova otce, která obsahuje různé policejní pomůcky. Poté jim Wiggum, jenž jim nejprve zakázal skříň otevřít, dovolí si s předměty hrát. Bart pak spatří Wiggumův policejní univerzální klíč, který dokáže otevřít jakékoli dveře ve Springfieldu. Bart a Ralph tedy klíč ukradnou a rozhodnou se v noci vstoupit do několika zavřených obchodů. Poté, co se setkají s Nelsonem a jeho gangem, se chlapci dostanou do staré věznice. Ralph se bojí a skupina rváčů odejde, ale ještě předtím zahodí klíč do areálu vězení. Ralph a Bart vstoupí do věznice, aby si klíč vzali zpět, a přitom narazí na místnost, v níž se nachází staré elektrické křeslo. Po vyzkoušení křesla oba utečou, když se k nim přiblíží postarší strážný. 
U Simpsonových doma Bart a Ralph zjistí, že věznice bude opět sloužit městu, a vzpomenou si, že zapomněli vypnout proud. Aniž by lidé věděli, že křeslo je opět funkční, připoutá se na něj starosta Quimby v rámci reklamního pokusu. Poté, co se Ralphovi nepodaří zavolat do věznice, řekne Bartovi, že Líza pravděpodobně vymyslí způsob, jak starostu varovat. Ta se rozhodne vypustit model rakety s připevněným varovným vzkazem a namíří ji směrem k věznici. Raketa se však vychýlí z dráhy a prorazí okno kanceláře pana Burnse. Když Quimbyho zasáhne elektrický proud z křesla, pan Burns si přečte vzkaz a vypne napájení věznice, čímž Quimbyho taktak zachrání před smrtí. Následně Simpsonovi blahopřejí Ralphovi, protože upozornil na to, že Líza by mohla problém vyřešit.

## Produkce
Vedoucí pořadu Mike Scully předložil Danu Greaneymu nápad, jak Marge donutí Barta, aby se stal přítelem Ralpha Wigguma. Scully dal Greaneymu nápad kvůli jeho schopnosti dobře napsat Ralphovy hlášky a činy a kvůli tomu, že se mu postava celkově líbila.
Tato epizoda byla po epizodě Svatého Valentýna ze 4. série druhou, která se zaměřila na Ralpha. Přesto producent J. Stewart Burns v roce 2007 nevěřil, že Ralph bude mít epizodu, jejíž děj se na něj soustředí.
Robot, který byl představen na začátku epizody, byl ovlivněn Greaneyho zkušenostmi s prací s USA Today na téma robotů. Zatímco byl s robotem na baseballovém zápase, robot zpíval píseň „Take Me Out to the Ball Game“ a diváci po něm začali házeli předměty. Obsluha robota se musela během baseballového zápasu držet v jeho blízkosti a byla také škádlena a obtěžována stejným způsobem jako obsluha v epizodě.
Režisér epizody Neil Affleck byl štábem pochválen za režii této epizody. Ve scéně, kdy náčelník Wiggum padá v ložnici na záda a nemůže se převalit ani vstát, se Affleck rozhodl scénu před štábem zahrát, aby ukázal, jak si scénu představovalg. Affleck byl také pochválen za to, že dokázal v epizodě vytvořit tři nová propracovaná prostředí: vědecké muzeum, springfieldskou věznici a velké hračkářství.
V epizodě původně nebyla zahrnuta Líza, která pomáhala Ralphovi a Bartovi vymyslet nápad, jak věznici zalarmovat. Původní scéna, kterou Greaney uvádí jako jednu ze svých nejoblíbenějších scén v seriálu, přestože v seriálu nikdy nebyla, zahrnovala Barta, Ralpha a Homera, kteří se snažili vymyslet plán na záchranu starosty Quimbyho.

## Přijetí
V původním vysílání skončil díl v týdnu od 16. do 22. března 1998 na 27. místě ve sledovanosti s ratingem 9,1 podle agentury Nielsen, což odpovídá přibližně 8,9 milionu domácností. Byl to druhý nejlépe hodnocený pořad na stanici Fox v tomto týdnu, hned po Ally McBealové.
Autorům knihy I Can't Believe It's a Bigger and Better Updated Unofficial Simpsons Guide, Warrenu Martynovi a Adrianu Woodovi, se epizoda líbila, přičemž poznamenali: „Úžasná zábava, když si Bart uvědomí, že Ralph, nebo alespoň jeho táta, je víc, než si uvědomoval.“.